# Patinação de velocidade em pista curta nos Jogos Olímpicos de Inverno de 2006 - 1500 m masculino
A competição de 1500 m masculino da patinação de velocidade em pista curta nos Jogos Olímpicos de Inverno de 2006 aconteceu no dia 12 de fevereiro. 

## Medalhistas
| Ouro   | KOR Ahn Hyun-soo |
| Prata  | KOR Lee Ho-suk   |
| Bronze | CHN Li Jiajun    |

## Resultados

### Primeira fase
| Pos. | Patinador              | Tempo    | Nº  |
| ---- | ---------------------- | -------- | --- |
| 1    | CAN Mathieu Turcotte   | 2:23.402 | 212 |
| 2    | BEL Pieter Gysel       | 2:23.411 | 207 |
| 3    | GBR Jon Eley           | 2:23.887 | 220 |
| 4    | FRA Maxime Chataignier | 2:23.966 | 218 |
| 5    | POL Dariusz Kulesza    | 2:24.118 | 246 |

| Pos. | Patinador                | Tempo    | Nº  |
| ---- | ------------------------ | -------- | --- |
| 1    | KOR Ho-Suk Lee           | 2:31.511 | 240 |
| 2    | JPN Satoru Terao         | 2:31.903 | 238 |
| 3    | RUS Vyacheslav Kurginyan | 2:33.802 | 247 |
| -    | BEL Wim de Deyne         | DQ       | 206 |

| Pos. | Patinador           | Tempo    | Nº  |
| ---- | ------------------- | -------- | --- |
| 1    | CHN Ye Li           | 2:27.622 | 216 |
| 2    | NED Cees Juffermans | 2:27.696 | 244 |
| 3    | ITA Fabio Carta     | 2:27.799 | 229 |
| 4    | AUS Mark Mcnee      | 2:29.356 | 204 |
| 5    | RUS Mikhail Rajine  | 2:33.809 | 248 |

| Pos. | Patinador           | Tempo    | Nº  |
| ---- | ------------------- | -------- | --- |
| 1    | KOR Hyun-Soo Ahn    | 2:29.808 | 239 |
| 2    | ITA Nicola Rodigari | 2:29.885 | 232 |
| 3    | HUN Peter Darazs    | 2:30.281 | 227 |
| 4    | GER Sebastian Praus | 2:30.292 | 226 |

| Pos. | Patinador               | Tempo    | Nº  |
| ---- | ----------------------- | -------- | --- |
| 1    | CAN Charles Hamelin     | 2:19.469 | 210 |
| 2    | CHN Li Jiajun           | 2:19.631 | 215 |
| 3    | USA Alex Izykowski      | 2:19.731 | 251 |
| 4    | GER Tyson Heung         | 2:20.075 | 224 |
| 5    | FRA Jean Charles Mattei | 2:43.543 | 219 |

| Pos. | Patinador            | Tempo    | Nº  |
| ---- | -------------------- | -------- | --- |
| 1    | USA Apolo Anton Ohno | 2:23.668 | 254 |
| 2    | NED Niels Kerstholt  | 2:23.854 | 245 |
| 3    | HUN Viktor Knoch     | 2:23.876 | 228 |
| 4    | JPN Hayato Sueyoshi  | 2:25.280 | 237 |
| -    | SVK Matus Uzak       | DQ       | 249 |

### Semifinais
| Pos. | Patinador                | Tempo    | Nº  |
| ---- | ------------------------ | -------- | --- |
| 1    | CAN Charles Hamelin      | 2:20.854 | 210 |
| 2    | KOR Ho-Suk Lee           | 2:20.901 | 240 |
| 3    | NED Niels Kerstholt      | 2:21.748 | 245 |
| 4    | JPN Satoru Terao         | 2:21.774 | 238 |
| 5    | GBR Jon Eley             | 2:21.862 | 220 |
| 6    | RUS Vyacheslav Kurginyan | 2:24.604 | 247 |

| Pos. | Patinador            | Tempo    | Nº  |
| ---- | -------------------- | -------- | --- |
| 1    | KOR Hyun-Soo Ahn     | 2:17.718 | 239 |
| 2    | CHN Li Jiajun        | 2:17.836 | 215 |
| 3    | CAN Mathieu Turcotte | 2:18.280 | 212 |
| 4    | HUN Peter Darazs     | 2:18.348 | 227 |
| 5    | USA Alex Izykowski   | 2:18.610 | 251 |
| 6    | ITA Nicola Rodigari  | 2:18.615 | 232 |

#### Semifinal 3
| Pos. | Patinador            | Tempo    | Nº  |
| ---- | -------------------- | -------- | --- |
| 1    | CHN Ye Li            | 2:19.386 | 216 |
| 2    | HUN Viktor Knoch     | 2:19.600 | 228 |
| 3    | ITA Fabio Carta      | 2:19.724 | 229 |
| 4    | USA Apolo Anton Ohno | 2:20.346 | 254 |
| -    | NED Cees Juffermans  | DNF      | 244 |
| -    | BEL Pieter Gysel     | DQ       | 207 |

### Final A
| Pos. | Patinador           | Tempo    | Nº  |
| ---- | ------------------- | -------- | --- |
|      | KOR Hyun-Soo Ahn    | 2:25.341 | 239 |
|      | KOR Ho-Suk Lee      | 2:25.600 | 240 |
|      | CHN Li Jiajun       | 2:26.005 | 215 |
| 4    | CAN Charles Hamelin | 2:26.375 | 210 |
| 5    | HUN Viktor Knoch    | 2:26.806 | 228 |
| -    | CHN Ye Li           | DQ       | 216 |

### Final B
| Pos. | Patinador            | Tempo    | Nº  |
| ---- | -------------------- | -------- | --- |
| 6    | CAN Mathieu Turcotte | 2:24.558 | 212 |
| 7    | ITA Fabio Carta      | 2:24.658 | 229 |
| 8    | USA Apolo Anton Ohno | 2:24.789 | 254 |
| 9    | JPN Satoru Terao     | 2:24.875 | 238 |
| 10   | NED Niels Kerstholt  | 2:24.962 | 245 |
| 11   | HUN Peter Darazs     | 2:24.969 | 227 |

Legenda
| Recorde mundial      | Recorde mundial (World record)               |                       | Recorde africano                      | Recorde africano (African) |                                           | Q | Classificado por posição (Qualified) |
| Recorde olímpico     | Recorde olímpico (Olympic record)            | Recorde da América    | Recorde da América (Americas)         | q                          | Classificado por melhor tempo (Qualified) |   |                                      |
| Melhor marca do ano  | Melhor marca do ano (World leading)          | Recorde asiático      | Recorde asiático (Asian)              | DNS                        | Não largou (Did not start)                |   |                                      |
| Recorde nacional     | Recorde nacional (National record)           | Recorde europeu       | Recorde europeu (European)            | DNF                        | Não terminou (Did not finish)             |   |                                      |
| Recorde pessoal      | Recorde pessoal do atleta (Personal best)    | Recorde da Oceania    | Recorde da Oceania (Oceania)          | DSQ / DQ                   | Desclassificado (Disqualified)            |   |                                      |
| Recorde da temporada | Recorde da temporada do atleta (Season best) | Recorde sul-americano | Recorde sul-americano (South America) | NM                         | Sem marca (No mark)                       |   |                                      |